# 船員災害防止協会
船員災害防止協会（せんいんさいがいぼうしきょうかい）は、船員災害防止活動の促進に関する法律に基づき、1967年（昭和42年）に設立された船員の安全の確保及び船内衛生の向上のための対策を自主的に推進することを目的とする団体である。略は船災防（せんさいぼう）。

## 概要
- 所在：東京都千代田区麹町4-5 海事センタービル4F
- 会長：森本靖之

## 事業
- 船舶所有者、船舶所有者の団体等が行う船員災害の防止のための活動を促進すること。
- 教育及び技術的援助のための施設を設置し、及び運営すること。
- 船員災害防止規程を設定すること。
- 会員に対して、技術的な事項について指導及び援助を行うこと。
- 船内作業に必要な機械及び器具について試験及び検査を行うこと。
- 船員の技能に関する講習を行うこと。
- 情報及び資料を収集し、及び提供すること。
- 調査及び広報を行うこと。

## 支部
支部は、9地方運輸局、神戸運輸監理部、沖縄総合事務局の管轄ごとに設置しているが、必ずしも運輸局等所在都市という配置にはなっていない。また神戸並びに沖縄を除く支部の配下にはこれを補完する地区支部を設置している。
- 北海道支部（北海道小樽市） - 地区支部（小樽、函館、室蘭、釧路、留萌、稚内、根室、網走、紋別、苫小牧）
- 東北支部（宮城県塩竈市） - 地区支部（青森、八戸、釜石、宮古、気仙沼、小名浜、石巻、秋田、酒田）
- 北陸信越支部（新潟県新潟市中央区） - 地区支部（伏木、七尾）
- 関東支部（神奈川県横浜市中区） - 地区支部（東京、千葉、川崎、鹿島、銚子、茨城、三浦三崎、横須賀）
- 中部支部（愛知県名古屋市港区） - 地区支部（名古屋、四日市、鳥羽、清水、下田、敦賀）
- 近畿支部（大阪府大阪市港区） - 地区支部（京都、和歌山、勝浦）
- 神戸支部（兵庫県神戸市中央区）
- 中国支部（広島県広島市南区） - 地区支部（広島、尾道、因島、木江、呉、岡山、松江、境、徳山、阿武・萩）
- 四国支部（香川県高松市） - 地区支部（香川、徳島、松山、新居浜、宇和島、高知）
- 九州支部（福岡県北九州市若松区）- 地区支部（長崎、下関、鹿児島、佐世保、福岡、大分、熊本、宮崎、佐賀、北九州）
- 沖縄支部（沖縄県那覇市）

## 会員

### 一般会員
- 2,240者

### 団体会員
- 93団体

### 賛助会員
- 128者

### 船員災害防止推進会
- 21者

## 関連文献
- 『船員災害防止協会船災防二十年の歩み』船員災害防止協会1988